# Óblast de Smolensk
L'óblast de Smolensk (en rus Смол́енская о́бласть, Smolènskaia óblast) és un subjecte federal de Rússia.